# Amora

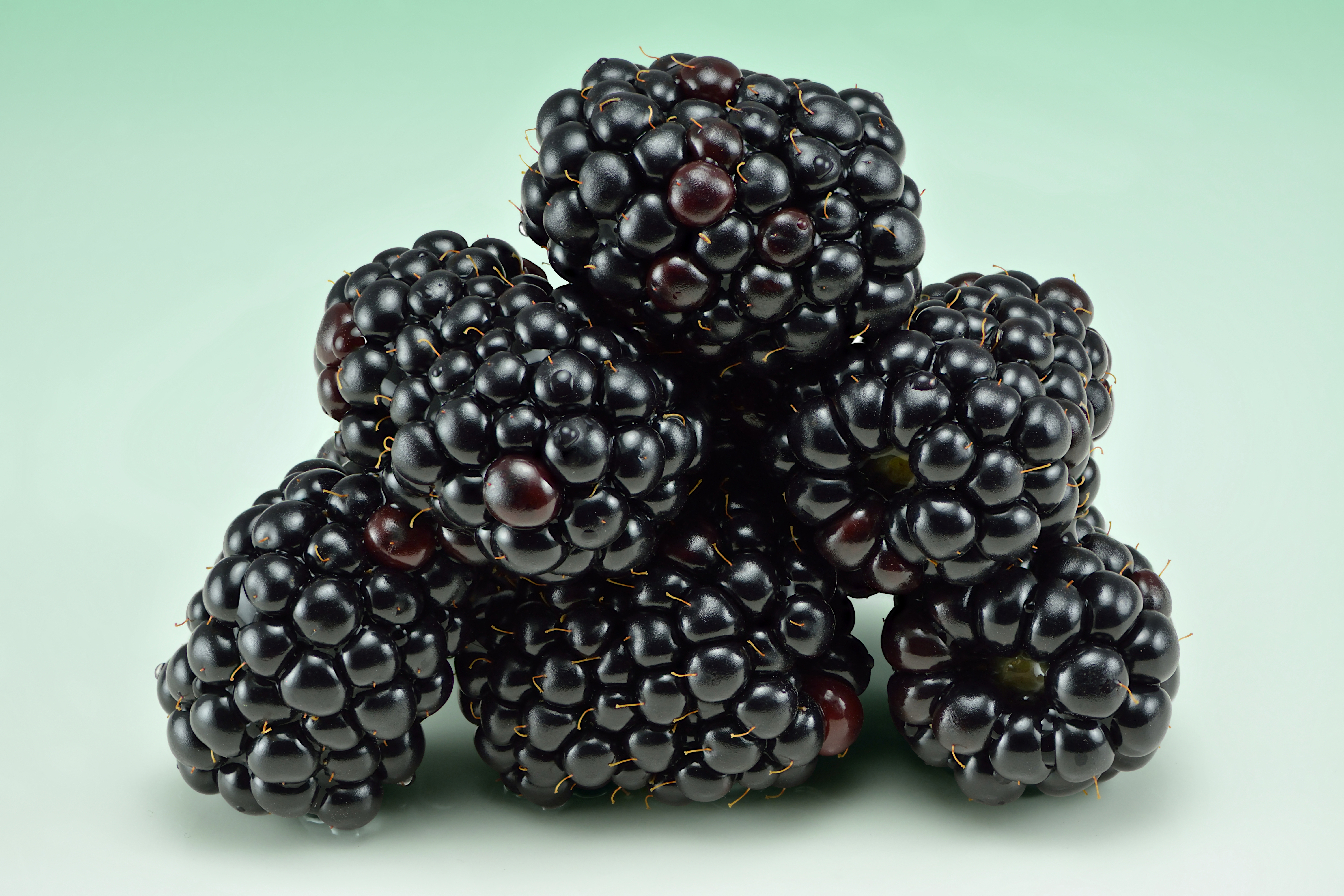

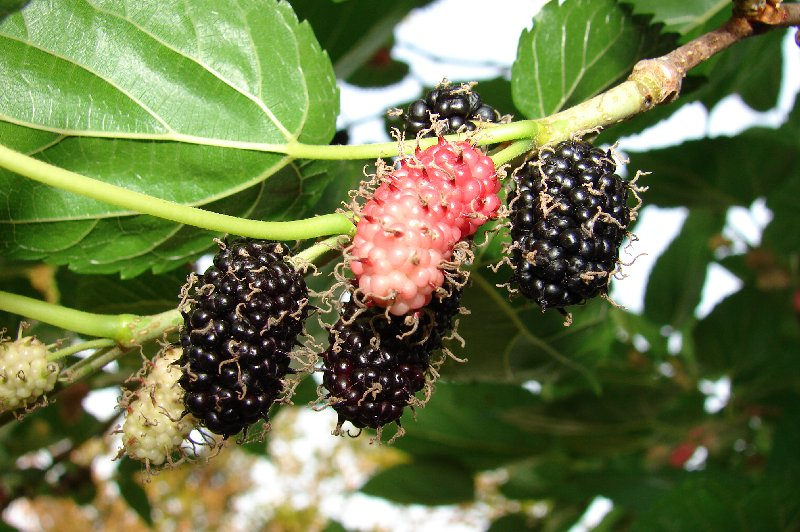
Amora cultivada, Morus sp.

Amora é o nome popular dado a diversas frutas de formato semelhante mas pertencentes a gêneros e famílias botânicas diferentes.

## Tipos de amoras
- Amora-branca:
  - Maclura tinctoria, Moraceae, árvore dioica, nativa do Brasil, também chamada taiúva.
  - Morus alba, Moraceae, árvore mono ou dioica, nativa da China.
  - Rubus erythrocladus, Rosaceae, arbusto, nativa do Brasil. Também chamada amora-verde e amora-do-mato.
- Amora-preta:
  - Morus nigra, Moraceae, árvore geralmente dioica, nativa da China e Japão.
  - Rubus sellowii, Rosaceae, arbusto, nativa do Brasil. Também chamada amora-do-mato ou capinuriba preta.
  - Rubus ulmifolius, Rosaceae, arbusto, nativa da Europa e América do Norte. Também chamada amora-silvestre.
- Amora-vermelha:
  - Rubus rosifolius, Rosaceae, amora-vermelha ou morango silvestre é um arbusto ou sub-arbusto nativo da Ásia e considerado uma espécie invasora no Brasil.[1]